# Alcibiade Boratto
Alcibiade Boratto (Tivoli, 3 marzo 1931) è un politico italiano.

## Biografia
Insegnante di Lettere, Latino e Greco presso diverse scuole superiori tiburtine, ha ricoperto in quattro occasioni la carica di Sindaco di Tivoli: dal 1967 al 1969, dal 1971 al 1973, dal 1986 al 1988 ed infine dal 1993 al 1996. È stato inoltre Senatore nell'XI legislatura (1992-1994), eletto delle file del Partito Democratico della Sinistra. In seguito continua l'impegno politico locale a Tivoli, dove è presidente del consiglio comunale fino al 2006 per i Democratici di Sinistra.
Dopo essere andato in pensione ha scritto nel 2016 il libro "Ignazio Missoni e il suo tempo", dedicato alla storica figura del dott. Missoni (1887-1950), stimato medico e sindaco di Tivoli subito dopo la Liberazione (1944-45 e 1946-50).

## Opere
- "Ignazio Missoni e il suo tempo", 2016